# Eleições regionais em Baden-Württemberg de 1968
As eleições regionais em Baden-Württemberg de 1968 foram realizadas a 28 de Abril e, serviram para eleger os 127 deputados para o parlamento regional.
A União Democrata-Cristã voltou a ser o partido mais votado, conquistando 44,2% dos votos e 60 deputados.
O Partido Social-Democrata da Alemanha foi o grande derrotado das eleições, perdendo 8,3% dos votos e 10 deputados em relação a 1964, ficando-se pelos 29,0% dos votos e 37 deputados.
O Partido Democrático Liberal obteve um resultado positivo, obtendo 14,4% dos votos e 18 deputados.
Por fim, o grande destaque eleitoral foi o resultado surpreendente do partido de extrema-direita, o Partido Nacional Democrático da Alemanha, que conquistou 9,8% dos votos e 12 deputados.
Após as eleições, os democratas-cristãos voltaram a liderar o governo regional, mas, desta vez, formando uma grande coligação com os social-democratas.

## Resultados Oficiais
| Partido                 | Partido                      | Votos     | %     | +/-   | Deputados | +/-   |
| ----------------------- | ---------------------------- | --------- | ----- | ----- | --------- | ----- |
|                         | União Democrata-Cristã       | 1 718 261 | 44,23 | 1,95  | 60 / 127  | 1     |
|                         | Partido Social-Democrata     | 1 124 696 | 28,95 | 8,35  | 37 / 127  | 10    |
|                         | Partido Democrático Liberal  | 560 145   | 14,42 | 1,37  | 18 / 127  | 4     |
|                         | Partido Nacional Democrático | 381 569   | 9,82  | Novo  | 12 / 127  | Novo  |
|                         | Esquerda Democrática         | 88 187    | 2,27  | Novo  | 0 / 127   | Novo  |
|                         | Outros                       | 11 789    | 0,31  |       | 0 / 127   |       |
| Votos Inválidos         | Votos Inválidos              | 85 895    | 2,16  | 0,16  |           |       |
| Total                   | Total                        | 3 970 542 | 100   |       | 127 / 127 | 7     |
| Eleitorado/Participação | Eleitorado/Participação      | 5 612 242 | 70,75 | 3,01  |           |       |
| Fonte                   | Fonte                        | [ 1 ]     | [ 1 ] | [ 1 ] | [ 1 ]     | [ 1 ] |